# Kretenzische Zee
De Kretenzische Zee  of Zee van Kreta (Grieks: Κρητικό Πέλαγος, Kritiko Pelagos) is als randzee het zuidelijk gedeelte van de Egeïsche Zee en is gelegen ten noorden van Kreta en ten zuiden van de Cycladen. In het westen grenst de zee aan het eiland Kythira en in het oosten aan de eilandengroep Dodekanesos. De zee gaat voorbij deze eilanden over in de Middellandse Zee. Ten noordwesten ligt de Myrtoïsche Zee. Enkele steden die aan de Kretenzische Zee liggen, zijn: Iraklion, Thera, Chania en Kissamos.